# Polycyathus atlanticus
Polycyathus atlanticus är en korallart som beskrevs av Duncan 1876. Polycyathus atlanticus ingår i släktet Polycyathus och familjen Caryophylliidae. Inga underarter finns listade i Catalogue of Life.